# Arrondissement di Château-Thierry
L'arrondissement di Château-Thierry è un arrondissement dipartimentale della Francia dipartimentale della Francia situato nel dipartimento dell'Aisne, nella regione dell'Alta Francia.
Fu creato nel 1800, sulla base dei preesistenti distretti. Soppresso nel 1926, fu ricostituito nel 1942.

## Composizione

### Cantoni
L'arrondissement è composto da 123 comuni raggruppati in 5 cantoni:
1. cantone di Charly-sur-Marne
2. cantone di Château-Thierry
3. cantone di Condé-en-Brie
4. cantone di Fère-en-Tardenois
5. cantone di Neuilly-Saint-Front

### Comuni
I comuni dell'arrondissement di Château-Thierry sono:
| 1. Armentières-sur-Ourcq (02023)  | 2. Artonges (02026)                 | 3. Azy-sur-Marne (02042)             | 4. Barzy-sur-Marne (02051)         |
| 5. Baulne-en-Brie (02053)         | 6. Belleau (02062)                  | 7. Beuvardes (02083)                 | 8. Blesmes (02094)                 |
| 9. Bonneil (02098)                | 10. Bonnesvalyn (02099)             | 11. Bouresches (02105)               | 12. Brasles (02114)                |
| 13. Brumetz (02125)               | 14. Bruyères-sur-Fère (02127)       | 15. Brécy (02119)                    | 16. Bussiares (02137)              |
| 17. Bézu-Saint-Germain (02085)    | 18. Bézu-le-Guéry (02084)           | 19. Celles-lès-Condé (02146)         | 20. Charly-sur-Marne (02163)       |
| 21. Chartèves (02166)             | 22. Chierry (02187)                 | 23. Chouy (02192)                    | 24. Château-Thierry (02168)        |
| 25. Chézy-en-Orxois (02185)       | 26. Chézy-sur-Marne (02186)         | 27. Cierges (02193)                  | 28. Coincy (02203)                 |
| 29. Condé-en-Brie (02209)         | 30. Connigis (02213)                | 31. Coulonges-Cohan (02220)          | 32. Coupru (02221)                 |
| 33. Courboin (02223)              | 34. Courchamps (02225)              | 35. Courmont (02227)                 | 36. Courtemont-Varennes (02228)    |
| 37. Crouttes-sur-Marne (02242)    | 38. Crézancy (02239)                | 39. Dammard (02258)                  | 40. Domptin (02268)                |
| 41. Dravegny (02271)              | 42. Essises (02289)                 | 43. Essômes-sur-Marne (02290)        | 44. Fontenelle-en-Brie (02325)     |
| 45. Fossoy (02328)                | 46. Fresnes-en-Tardenois (02332)    | 47. Fère-en-Tardenois (02305)        | 48. Gandelu (02339)                |
| 49. Gland (02347)                 | 50. Goussancourt (02351)            | 51. Grisolles (02356)                | 52. Hautevesnes (02375)            |
| 53. Jaulgonne (02389)             | 54. L'Épine-aux-Bois (02281)        | 55. La Celle-sous-Montmirail (02147) | 56. La Chapelle-Monthodon (02161)  |
| 57. La Chapelle-sur-Chézy (02162) | 58. La Croix-sur-Ourcq (02241)      | 59. La Ferté-Milon (02307)           | 60. Latilly (02411)                |
| 61. Le Charmel (02164)            | 62. Licy-Clignon (02428)            | 63. Loupeigne (02442)                | 64. Lucy-le-Bocage (02443)         |
| 65. Macogny (02449)               | 66. Marchais-en-Brie (02458)        | 67. Mareuil-en-Dôle (02462)          | 68. Marigny-en-Orxois (02465)      |
| 69. Marizy-Saint-Mard (02467)     | 70. Marizy-Sainte-Geneviève (02466) | 71. Monnes (02496)                   | 72. Mont-Saint-Père (02524)        |
| 73. Montfaucon (02505)            | 74. Monthiers (02509)               | 75. Monthurel (02510)                | 76. Montigny-l'Allier (02512)      |
| 77. Montigny-lès-Condé (02515)    | 78. Montlevon (02518)               | 79. Montreuil-aux-Lions (02521)      | 80. Mézy-Moulins (02484)           |
| 81. Nanteuil-Notre-Dame (02538)   | 82. Nesles-la-Montagne (02540)      | 83. Neuilly-Saint-Front (02543)      | 84. Nogent-l'Artaud (02555)        |
| 85. Nogentel (02554)              | 86. Pargny-la-Dhuys (02590)         | 87. Passy-en-Valois (02594)          | 88. Passy-sur-Marne (02595)        |
| 89. Pavant (02596)                | 90. Priez (02622)                   | 91. Reuilly-Sauvigny (02645)         | 92. Rocourt-Saint-Martin (02649)   |
| 93. Romeny-sur-Marne (02653)      | 94. Ronchères (02655)               | 95. Rozet-Saint-Albin (02662)        | 96. Rozoy-Bellevalle (02664)       |
| 97. Saint-Agnan (02669)           | 98. Saint-Eugène (02677)            | 99. Saint-Gengoulph (02679)          | 100. Saponay (02699)               |
| 101. Saulchery (02701)            | 102. Sergy (02712)                  | 103. Seringes-et-Nesles (02713)      | 104. Silly-la-Poterie (02718)      |
| 105. Sommelans (02724)            | 106. Torcy-en-Valois (02744)        | 107. Troësnes (02749)                | 108. Trélou-sur-Marne (02748)      |
| 109. Vendières (02777)            | 110. Verdilly (02781)               | 111. Veuilly-la-Poterie (02792)      | 112. Vichel-Nanteuil (02796)       |
| 113. Viels-Maisons (02798)        | 114. Viffort (02800)                | 115. Villeneuve-sur-Fère (02806)     | 116. Villers-Agron-Aiguizy (02809) |
| 117. Villers-sur-Fère (02816)     | 118. Villiers-Saint-Denis (02818)   | 119. Vézilly (02794)                 | 120. Épaux-Bézu (02279)            |
| 121. Épieds (02280)               | 122. Étampes-sur-Marne (02292)      | 123. Étrépilly (02297)               |                                    |